# ألفارو ماس
ألفارو ماس (بالإسبانية: Álvaro Mas)‏ هو لاعب كرة قدم إسباني في مركز الوسط، ولد في 22 مايو 1992 في ألش في إسبانيا. لعب مع خوفا اسبانيول ونادي أوريويلا ونادي إيركوليس.

## وصلات خارجية
- ألفارو ماس على موقع قاعدة بيانات كرة القدم.إي يو (الإنجليزية)
- ألفارو ماس على موقع Soccerway.com (الإنجليزية)